# Rozendaal
Pour les articles homonymes, voir Rosendael (homonymie).
Rosendaël (ou en néerlandais : Rozendaal) est une commune et un village néerlandais, dans la province de Gueldre. La commune fait partie de la région de ville d'Arnhem-Nimègue.
Rosendaël est actuellement la plus petite commune continentale des Pays-Bas, les deux autres communes avec encore moins d'habitants sont Vlieland et Schiermonnikoog.
Le 1er novembre 2013, la commune de Rosendaël comptait 1 494 habitants.

## Géographie

### Sections
- Imbosch
- Rosendaël
- Terlet

### Communes limitrophes
|        | Apeldoorn | Brummen |
|        | Rosendaël |         |
| Arnhem |           | Rheden  |

## Politique et administration

### Conseil communal
Le conseil communal de Rosendaël est constitué de 9 sièges.
Le tableau ci-dessous donne les résultats des élections communales de Rosendaël à partir de 1998 :
| Parti                              | 4 mars 1998 9 sièges | 6 mars 2002 9 sièges | 7 mars 2006 9 sièges | 3 mars 2010 9 sièges |
| ---------------------------------- | -------------------- | -------------------- | -------------------- | -------------------- |
| Intérêt communautaire de Rosendaël | 4                    | 4                    | 4                    | 4                    |
| Rosendael'74                       | 4                    | 3                    | 3                    | 3                    |
| Accord progressive de Rosendaël    | 1                    | 2                    | 2                    | 2                    |

### Lien externe

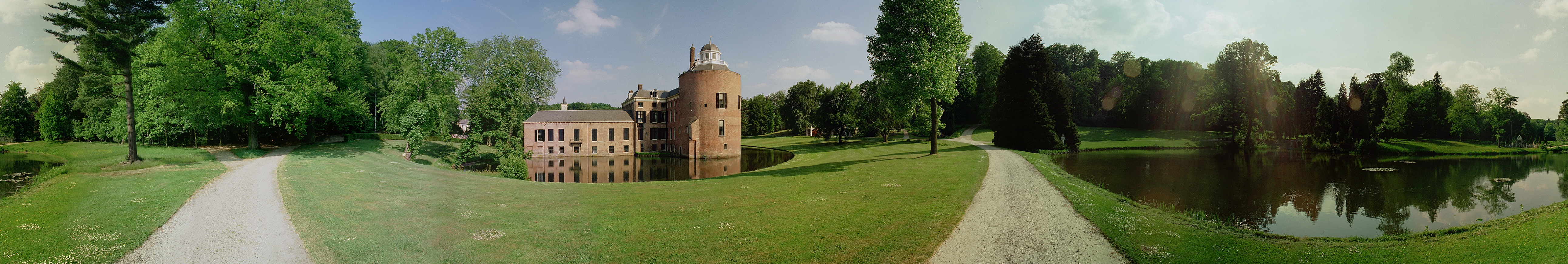
Le château de Rosendael à Rosendaël (panorama 360°)